# Unione internazionale degli architetti
L'Unione internazionale degli architetti (in inglese International Union of Architects, in francese Union internationale des architectes), conosciuta con l'acronimo UIA, è un'organizzazione non governativa che rappresenta milioni di architetti dei 124 paesi aderenti. La UIA fu fondata a Losanna (Svizzera), nel 1948. Il segretariato generale è situato a Parigi. È riconosciuta dalla maggior parte delle agenzie delle Nazioni Unite, tra le quali UNESCO, UNCHS, ESOSOC, UNIDO, l'Organizzazione mondiale della sanità e l'Organizzazione mondiale del commercio, come l'unica associazione del settore. L'attuale presidente per il triennio 2021-2023 è il messicano José Luis Cortés.

## Congressi
L'organizzazione si riunisce ufficialmente ogni tre anni in un congresso per l'architettura, durante il quale vengono eletti i membri del Consiglio. Il prossimo congresso si terrà a Copenaghen a luglio 2023 sul tema: "Futuri sostenibili - Non lasciare indietro nessuno". I primi congressi si tennero:
| Nr. | Anno | Città             | Tema dell'esposizione                                                    |
| --- | ---- | ----------------- | ------------------------------------------------------------------------ |
| 1°  | 1948 | Losanna           | Architecture Faced with its New Tasks                                    |
| 2°  | 1951 | Rabat             | How Architecture is Dealing with its New Tasks                           |
| 3°  | 1953 | Lisbona           | Architecture at the Crossroads                                           |
| 4°  | 1955 | L'Aia             | Architecture and the Evolutions of Building                              |
| 5°  | 1958 | Mosca             | Construction and Reconstruction                                          |
| 6°  | 1961 | Londra            | New Techniques and New Materials                                         |
| 7°  | 1963 | L'Avana           | Architecture in Underdeveloped Countries                                 |
| 8°  | 1965 | Parigi            | The Training of Architects                                               |
| 9°  | 1967 | Praga             | Architecture and the Human Milieu                                        |
| 10° | 1967 | Buenos Aires      | Architecture as a Social Factor                                          |
| 11° | 1969 | Varna             | Architecture and Leisure                                                 |
| 12° | 1972 | Madrid            | Creativity and Technology                                                |
| 13° | 1975 | Città del Messico | Architecture and National Development                                    |
| 14° | 1978 | Varsavia          | Architecture, Man, Environment                                           |
| 15° | 1985 | Il Cairo          | Present and Future Missions of the Architect                             |
| 16° | 1987 | Brighton          | Shelter and Cities - Building Tomorrow's World                           |
| 17° | 1990 | Montréal          | Cultures and Technologies                                                |
| 18° | 1993 | Chicago           | Architecture at the Crossroads - Designing for a Sustainable Future      |
| 19° | 1996 | Barcellona        | Present and Futures. Architecture in Cities                              |
| 20° | 1999 | Pechino           | Architecture of the 21st Century                                         |
| 21° | 2002 | Berlino           | Resource Architecture                                                    |
| 22° | 2005 | Istanbul          | Grand Bazaar of Architectures                                            |
| 23° | 2008 | Torino            | Transmitting Architecture                                                |
| 24° | 2011 | Tokyo             | DESIGN 2050 Beyond disasters, through Solidarity, towards Sustainability |
| 25° | 2014 | Durban            | Architecture otherwere                                                   |
| 26° | 2017 | Seoul             | Soul of City                                                             |
| 27° | 2020 | Rio de Janeiro    | All Worlds, One World. Architecture in the 21st Century                  |
| 28° | 2023 | Copenaghen        | Design for a Sustainable Future                                          |
| 29° | 2026 | Barcellona        |                                                                          |

## Capitale mondiale dell'architettura
Il 23 novembre 2018, l'UIA ha pubblicato un «Memorandum of Understanding» con l'UNESCO sulla nuova etichetta congiunta Capitale mondiale dell'architettura. Il titolo viene assegnato ogni tre anni, secondo il ritmo dei Congressi Mondiali UIA. Dal 2020 il congresso mondiale si svolge sempre nella rispettiva capitale mondiale. C'è un processo di richiesta formale per questo. Il Congresso Mondiale seleziona la Capitale Mondiale per l'anno del prossimo Congresso Mondiale dalla rosa dei candidati, l'annuncio formale è stato dato dal Segretario Generale dell'UNESCO. Nel 2020 Rio de Janeiro è stata la capitale mondiale dell'architettura, nel 2023 Copenaghen e nel 2026 Barcellona. Un programma e una serie di grandi eventi si svolgono nella rispettiva capitale mondiale durante tutto l'anno solare.

## Premi
Dal 1961 la UIA istituisce premiazioni triennali:
- Premio Auguste Perret, per tecnologie applicate all'architettura;
- Premio Sir Patrick Abercrombie, per l'urbanistica e lo sviluppo territoriale;
- Premio Jean Tschumi, per critica ed educazione dell'architettura;
- Premio Sir Robert Matthew, per il miglioramento della qualità degli insediamenti umani.

### Medaglie d'oro dell'UIA
Dal 1984 l'organizzazione premia anche con la medaglia d'oro dell'UIA che "onora un architetto (o un gruppo di architetti) distintosi con il lavoro e la pratica professionale per la qualità dei servizi resi all'uomo e alla società".
In passato i premi sono stati:
| Anno | Architetto                | Paese                 |
| ---- | ------------------------- | --------------------- |
| 1984 | Hassan Fathy              | Egitto                |
| 1987 | Reima Pietilä             | Finlandia             |
| 1990 | Charles Correa            | India                 |
| 1993 | Fumihiko Maki             | Giappone              |
| 1996 | Rafael Moneo              | Spagna                |
| 1999 | Ricardo Legorreta Vilchis | Messico               |
| 2002 | Renzo Piano               | Italia                |
| 2005 | Tadao Andō                | Giappone              |
| 2008 | Teodoro González de León  | Messico               |
| 2011 | Álvaro Siza Vieira        | Portogallo            |
| 2014 | Ieoh Ming Pei             | Stati Uniti d'America |
| 2017 | Toyo Ito                  | Giappone              |
| 2021 | Paulo Mendes da Rocha     | Brasile               |